# Higuera de Calatrava
Higuera de Calatrava és un municipi de la província de Jaén (Espanya), amb 702 habitants en 2005 segons fonts de l'INE.